# Sinnquellgebiet und Arnsbergsüdhang
Das Naturschutzgebiet Sinnquellgebiet und Arnsbergsüdhang liegt auf dem Gebiet der Stadt Bischofsheim in der Rhön im unterfränkischen Landkreis Rhön-Grabfeld.
Das Gebiet erstreckt sich nordöstlich von Oberwildflecken, einem Gemeindeteil des Marktes Wildflecken im Quellgebiet der Sinn, eines rechten Zuflusses der Fränkischen Saale. Am südlichen und östlichen Rand des Gebietes verläuft die NES 25 und östlich die NES 10. Westlich des Gebietes verläuft die St 2289 und südwestlich die St 2267.

## Bedeutung
Das 161,24 ha große Gebiet mit der Nr. NSG-00352.01 wurde im Jahr 1989 unter Naturschutz gestellt.